# 하산 2세
하산 2세(아랍어: الْحسْنُ الثاني بْن مُحَمَّدُ بْن يوسف بْن الْحسْنِ بْن الشَّرِيفِ بْن عَلِيُّ الْعَلَوِيِّ‎, 1929년 7월 9일 ~ 1999년 7월 23일)는 과거 모로코를 38년 동안 철권통치했던 군주이다.
1961년 3월 3일에 자신의 아버지인 무함마드 5세가 사망하면서 모로코의 국왕으로 즉위하였다. 1970년대에는 두 번의 암살 미수 사건이 일어났다. 그는 서사하라 영유권을 강력하게 주장했으며, 1999년에 사망함으로써 아들 무함마드 6세에게 왕위가 넘어갔다.